# حسین عبدالواحد
حسین عبدالواحد (عربی:  حسين عبدالواحد ؛ زادهٔ ۲۸ فوریهٔ ۱۹۸۵) یک بازیکن فوتبال اهل عراق است.
از باشگاه‌هایی که در آن بازی کرده‌است می‌توان به الزورا، نیروی هوایی عراق، دهوک، اربیل، و الشرطه اشاره کرد.
وی همچنین در تیم ملی فوتبال عراق بازی کرده است.